# León Carnicer Rochel
León Carnicer Rochel (Sabiñánigo, Aragó, 14 de desembre de 1825 - Palma, Mallorca, 1915) va ser un periodista, poeta i autor teatral espanyol.
Llicenciat en Dret a Madrid es va dedicar, però, al periodisme. L'any 1860 fou nomenat catedràtic de llatí a l'Institut Balear de Palma. Més endavant, l’any 1869, es va convertir en catedràtic de Retòrica i Poètica. Abans, però, el 1865 es va casar amb Salvadora Ferrer. El 1862 va guanyar per oposició la càtedra de Llatí i Castellà en l'Institut de Segon Ensenyament de Balears. El 1869 era també catedràtic de Retòrica i Poètica. A l'illa de Mallorca transcorrerà tota la seva vida. Es va jubilar l’any 1900. És autor de l'obra Bromas sin malicia, amb el pseudònim "Sabiñan". Va col·laborar amb articles a la premsa catòlica com El Centinela, El Tambor, El Suplemento o El Áncora. També va escriure poesies i articles diversos, especialment epigrames, a la Revista Balear, Museo Balear, Mallorca Dominical i pels almanacs El Diario de Palma i El Isleño. Així, des del 1875 al 1885 va publicar la traducció d’un gran nombre d’epigrames de Marcial en castellà a les pàgines de l’Almanaque de las Islas Baleares i de la Revista Balear. L’any 1879 fou autor d’una epístola de tipus humorístic, titulada Vade retro, plena de locucions llatines. També va publicar versions castellanes de poemes de Miquel Gayà i Bauçà, Miquel Duran i Tortajada i Maria Antònia Salvà i Ripoll, a més d'altres originals seves.